# Condado de Przysucha
Condado de Przysucha (polaco: powiat przysuski) é um powiat (condado) da Polónia, na voivodia de Mazóvia. A sede do condado é a cidade de Przysucha. Estende-se por uma área de 800,68 km², com 43 937 habitantes, segundo os censos de 2006, com uma densidade 54,87 hab/km².

## Divisões admistrativas
O condado possui:
Comunas urbana-rurais: Przysucha
Comunas rurais: Borkowice, Gielniów, Klwów, Odrzywół, Potworów, Rusinów, Wieniawa
Cidades: Przysucha

## Demografia
População (dados de 30 de Junho de 2005):
|          | Total   | Total | Mulheres | Mulheres | Homens  | Homens |
| -------- | ------- | ----- | -------- | -------- | ------- | ------ |
|          | pessoas | %     | pessoas  | %        | pessoas | %      |
| Total    | 43 937  | 100   | 22 175   | 50,5     | 21 762  | 49,5   |
| Cidades  | 6213    | 100   | 3212     | 51,7     | 3001    | 48,3   |
| Povoados | 37 724  | 100   | 18 963   | 50,3     | 18 761  | 49,7   |